# Medal Afryki Południowej (1899–1902)
Medal Afryki Południowej (ang. Queen’s South Africa Medal) – brytyjski medal autoryzowany w roku 1900.

## Zasady nadawania
Medalem nagradzano wszystkich żołnierzy brytyjskich i kanadyjskich, którzy służyli w Afryce Południowej pomiędzy 11 października 1899 i 31 maja 1902 podczas wojen burskich.

## Klamry medalu
- Cape Colony
- Rhodesia
- Relief of Mafeking
- Defence of Kimberley
- Talana
- Elandslaage
- Defence of Ladysmith
- Belmont
- Modder River
- Tugela Heights
- Natal
- Relief of Kimberley
- Paardeberg
- Orange Free State
- Relief of Ladysmith
- Driefontein
- Wepener
- Defence of Mafeking
- Transvaal
- Johannesburg
- Laing's Nek
- Diamond Hill
- Wittebergen
- Belfast
- South Africa 1901
- South Africa 1902

## Opis medalu
Okrągły, Srebrny medal o średnicy 1,52 cala.
Awers: profil królowej Wiktorii w koronie i welonie oraz legenda VICTORIA REGINA ET IMPERATRIX
Rewers:
- wersja 1 – przedstawia Brytanię trzymającą flagę Zjednoczonego Królestwa w lewej ręce i wieniec laurowy w prawej. W tle po prawej stronie maszerujące do wybrzeża wojsko, po lewej dwa okręty wojenne. Koniec wieńca laurowego wskazuje literę „R” w słowie „AFRICA”. Poniżej wieńca są daty 1899-1900. Na górze słowo SOUTH AFRICA.
- wersja 2 – jak wersja 1, tylko bez dat „1899-1900"
- wersja 3 – jak wersja 2, tylko koniec wieńca laurowego wskazuje literę „F” w słowie „AFRICA”.

Wydano około 178 000 medali, z tego 3802 dla żołnierzy kanadyjskich.